# Erval Grande
Erval Grande este un oraș în Rio Grande do Sul (RS), Brazilia.